# Idioma angaur
El idioma angaur es una lengua hablada en Palaos, de manera oficial en la isla de Angaur. Pertenece a la familia de lenguas austronesias, en el grupo de lenguas malayo-polinesias. Esta lengua es hablada por menos de 100 personas y está considerada una lengua en peligro de extinción.
- Datos: Q3316602